# پاگنده به آفریقا می‌رود
پاگنده به آفریقا می‌رود (انگلیسی: Flatfoot in Africa) فیلمی در ژانر کمدی به کارگردانی استنو است. از بازیگران آن می‌توان به باد اسپنسر، داگمار لاساندار، انزو کنوله و آنتونیو آلوکا اشاره کرد.
این فیلم در ایران با نام پاگنده به آفریقا می‌رود دوبله و پخش شده است.